# فهرست نوشیدنی‌های ملی
یک نوشیدنی ملی، نوشیدنی است که مربوط به یک کشور خاص بوده و بخشی از هویت ملی و فرهنگ آن کشور باشد.

## نگارخانه

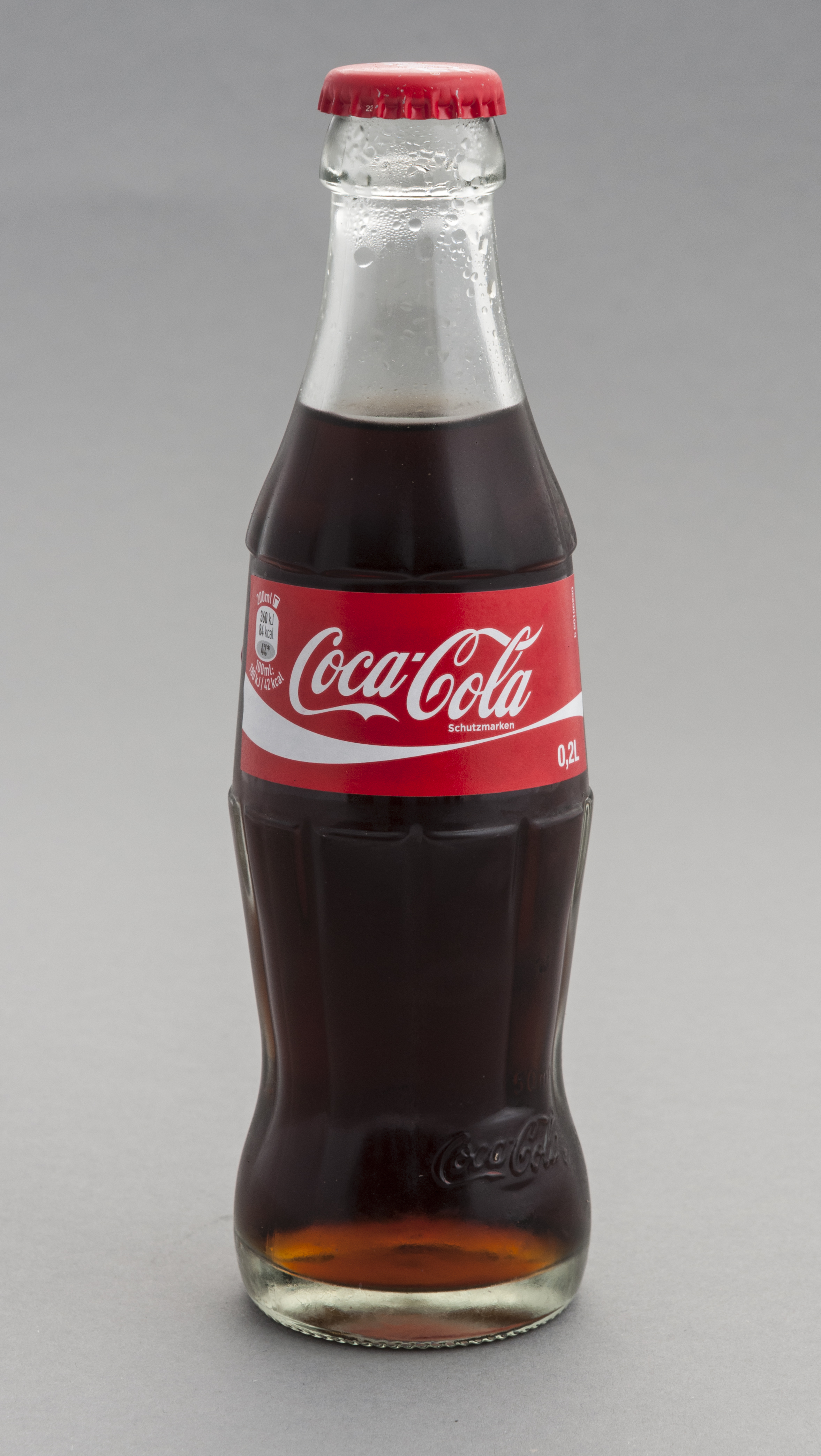
کوکا کولا نوشیدنی ملی ایالات متحده

## آسیا
ایران:دوغ
عربستان سعودی :قهوه عربی
هند:لاسی ،چای ماسالا
چین:چای
ژاپن: چای سبز

## آفریقا
مراکش:چای نعنایی مغربی
تونس: چای
اتیوپی:قهوه

## آمریکا
ایالات متحده آمریکا: کوکا کولا
کانادا:کوکتل
مکزیک :تکیلا
برزیل:کایپیرینها
شیلی :پیسکوی ترش

## اروپا
روسیه:کواس
فرانسه:شراب قرمز
آلمان:لاگر (نوشیدنی)
سوئیس:ریولا
بریتانیا:چای

## اقیانوسیه
استرالیا:لیموناد